# Памятник Черепановым

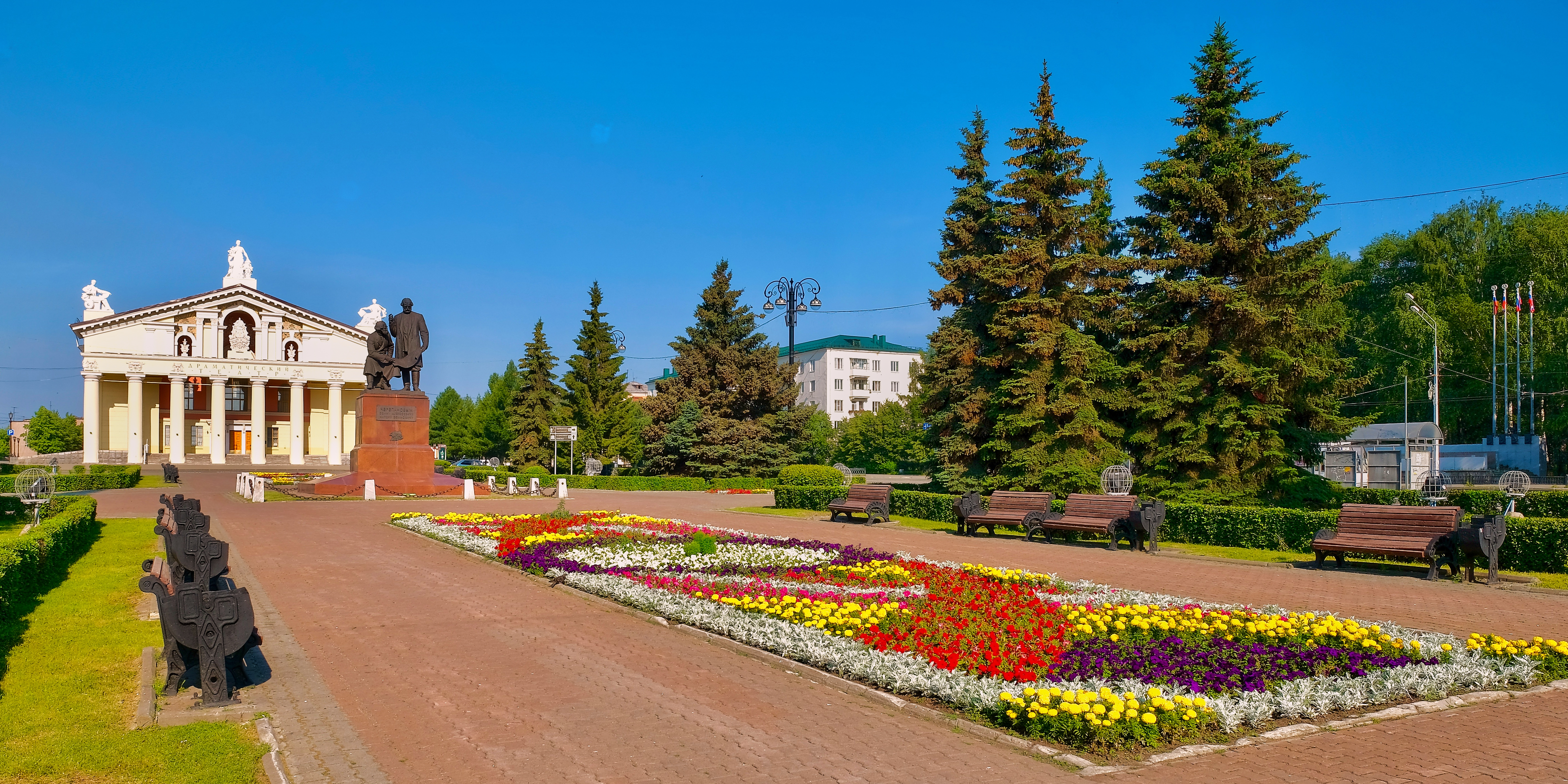
Вид на Театральную площадь

Памятник Ефиму Алексеевичу и Мирону Ефимовичу Черепановым установлен в Нижнем Тагиле на Театральной площади.

## История
Решение установить памятник русским изобретателям и промышленным инженерам, отцу и сыну Черепановым, было принято Совнаркомом СССР 22 августа 1945 года. В 1949 году скульптор Андрей Семёнович Кондратьев (1913—1978) принёс в управление главного архитектора Нижнего Тагила на утверждение эскиз памятника, который он начал разрабатывать двумя годами ранее, узнав о решении правительства. Кондратьева, который с 1940 года участвовал в различных выставках, за его упорство и инициативу на заседании 17 января 1950 года комиссии утвердили автором будущего памятника А. С. Кондратьева, архитектором проекта стал А. В. Сотников.
Закладка памятника состоялась 19 марта 1953 года и была приурочена к 150-летию со дня рождения М. Е. Черепанова. Работа над памятником продолжалась несколько лет. 7 июля 1953 года Исполнительным Комитетом Горсовета Нижнего Тагила в банке был открыт счёт на строительство памятника, а 2 ноября 1955 года Исполнительный Комитет Свердловского областного совета выделил 251 тыс. рублей на установку памятника — довольно большую в то время сумму, когда все силы и средства страны были направлены на её восстановление после Великой Отечественной войны
Памятник был выполнен из бронзы и отлит в Ленинграде. Он установлен на постаменте из красного гранита. Общая высота композиции составила 7 с половиной метров, а её вес достигает почти 9 тонн. На обратной стороне постамента на верхней табличке текст гласит:
ТАЛАНТЛИВЫМ РУССКИМ

МАШИНОСТРОИТЕЛЯМ

КОНСТРУКТОРАМ ПЕРВОГО

ПАРОВОЗА В РОССИИ

1833—1834 гг.

на нижней — надпись
СООРУЖЕНО В 1956 ГОДУ
Торжественное открытие памятника состоялось в полдень 4 ноября 1956 года. Первым выступающим на собрании, на которое пришли тысячи горожан, стал первый секретарь горкома партии Виталий Иванович Довгопол, ставший впоследствии Почётным гражданином Нижнего Тагила, который активно содействовал работе над памятником.
А. С. Кондратьев объяснял свой замысел как иллюстрацию силы русской старины в лице отца — Ефима Черепанова, который изображён сидящим, демонстрирующим сыну Мирону чертёж и ставящим ему техническую задачу. Мирон Черепанов должен был быть изображён с карандашом, но ввиду недовольства комиссии карандаш был заменён на циркуль, поскольку карандаш не слишком подходил для образа инженера. Стоящая фигура Мирона Черепанова символизирует уверенность и спокойствие. При разработке эскиза памятника Андрей Кондратьев изучал жизнь Черепановых, а также одежду той эпохи. Архитектор Сотников предлагал установить памятник на железнодорожном вокзале Нижнего Тагила, но администрация города решила поставить его на Театральной площади.
В 2007 года в преддверии 285-й годовщины основания Нижнего Тагила памятник был отреставрирован.